# Lijst van beschermd erfgoed in de gemeente Boulaide
In deze lijst van beschermd erfgoed in de gemeente Boulaide zijn alle geclassificeerde nationale monumenten van de Luxemburgse gemeente Boulaide opgenomen.

## Monumenten per plaats

### Boulaide
| Object                                                                                 | Bouwjaar/architect | Locatie                          | Datum beschermd?     | Coördinaten                   | Afbeelding |
| -------------------------------------------------------------------------------------- | ------------------ | -------------------------------- | -------------------- | ----------------------------- | ---------- |
| Orgel van de parochiekerk van Boulaide, gebouwd door de broers Muller de Reifferscheid | 1900               | Rue du Curé                      | 7 december 2001 (MN) | 49° 53' 13" NB, 5° 48' 52" OL |            |
| Beuk                                                                                   |                    | op een plaats genaamd «Hoschtig» | 20 juni 1984 (IS)    |                               |            |

### Surré
| Object                                    | Bouwjaar/architect | Locatie          | Datum beschermd? | Coördinaten                   | Afbeelding |
| ----------------------------------------- | ------------------ | ---------------- | ---------------- | ----------------------------- | ---------- |
| Molen van Surré, genaamd «moulin Lanners» |                    | Rue du Moulin    | 18 mei 2007 (MN) | 49° 54' 13" NB, 5° 46' 45" OL |            |
| Boerderij                                 |                    | 23, rue St. Roch | 1 juli 2014 (MN) |                               |            |

## Bron
- Liste des immeubles et objets classés monuments nationaux ou inscrits à l'inventaire supplémentaire